# عشبة النار
عُشْبَةُ النَّار (الاسم العلمي: Hemidesmus)، جنس نباتات من فصيلة الدفلية. وصفت أول مرة في عام 1810. موطنها شبه القارة الهندية.
الأنواع
1. Hemidesmus cordatus (Poir.) Schult. - الهند
2. عشبة النار الهندية (L.) R. Br. ex Schult. - باكستان، الهند، بنغلاديش

شملت سابقًا
1. Hemidesmus indicus var. pubescens Hook.f., syn of Finlaysonia wallichii (Wight) Venter
2. Hemidesmus pubescens Wight & Arn., syn of Finlaysonia wallichii (Wight) Venter
3. Hemidesmus wallichii Wight, syn of Finlaysonia wallichii (Wight) Venter